# Coupe du monde féminine de rugby à XV 1998
Navigation
Coupe du monde 1994 Coupe du monde 2002
La Coupe du monde féminine de rugby à XV 1998 est une compétition internationale de rugby à XV. C'est la troisième édition, la première a être organisée sous l'égide de l'International Board. Tous les matchs sont disputés à Amsterdam.

## Format
Chaque poule consiste en une finale à 4 qui établit le classement du groupe. Les deux premières équipes se qualifient pour les quarts de finale tandis que les deux autres disputent les matchs de classement.
La poule A croise avec la poule D, la poule B avec la C.

## Composition des groupes
| Poule A    | Poule B        | Poule C          | Poule D    |
| ---------- | -------------- | ---------------- | ---------- |
| Angleterre | États-Unis     | Nouvelle-Zélande | France     |
| Canada     | Espagne        | Écosse           | Australie  |
| Pays-Bas   | Pays de Galles | Italie           | Kazakhstan |
| Suède      | Russie         | Allemagne        | Irlande    |

## Calendrier et Résultats

### Poule A
|  | Demi-finales | Demi-finales |                        |    | Finale | Finale |
|  | Demi-finales | Demi-finales |                        |    | Finale | Finale |
|  |              |              |                        |    |        |        |
|  | 1er mai      | 1er mai      |                        |    | 5 mai  | 5 mai  |
|  | 1er mai      | 1er mai      |                        |    | 5 mai  | 5 mai  |
|  | Pays-Bas     | 7            |                        |    | 5 mai  | 5 mai  |
|  | Pays-Bas     | 7            |                        |    | 5 mai  | 5 mai  |
|  | Canada       | 16           |                        |    | 5 mai  | 5 mai  |
|  | Canada       | 16           | Canada                 | 6  |        |        |
|  | 2 mai        |              | Canada                 | 6  |        |        |
|  |              | Angleterre   | 72                     |    |        |        |
|  | Angleterre   | Angleterre   | 72                     | 75 |        |        |
|  | Angleterre   |              |                        | 75 |        |        |
|  | Suède        | 0            |                        |    |        |        |
|  | Suède        | 0            | Match pour la 3e place |    |        |        |
|  |              |              |                        |    |        |        |
|  | 5 mai        |              |                        |    |        |        |
|  |              |              |                        |    |        |        |
|  | Pays-Bas     | 44           |                        |    |        |        |
|  | Pays-Bas     | 44           |                        |    |        |        |
|  | Suède        | 0            |                        |    |        |        |
|  | Suède        | 0            |                        |    |        |        |

### Poule B
|  | Demi-finales   | Demi-finales |                        |    | Finale | Finale |
|  | Demi-finales   | Demi-finales |                        |    | Finale | Finale |
|  |                |              |                        |    |        |        |
|  | 2 mai          | 2 mai        |                        |    | 5 mai  | 5 mai  |
|  | 2 mai          | 2 mai        |                        |    | 5 mai  | 5 mai  |
|  | Espagne        | 28           |                        |    | 5 mai  | 5 mai  |
|  | Espagne        | 28           |                        |    | 5 mai  | 5 mai  |
|  | Pays de Galles | 18           |                        |    | 5 mai  | 5 mai  |
|  | Pays de Galles | 18           | Espagne                | 16 |        |        |
|  | 2 mai          |              | Espagne                | 16 |        |        |
|  |                | États-Unis   | 38                     |    |        |        |
|  | Russie         | États-Unis   | 38                     | 0  |        |        |
|  | Russie         |              |                        | 0  |        |        |
|  | États-Unis     | 84           |                        |    |        |        |
|  | États-Unis     | 84           | Match pour la 3e place |    |        |        |
|  |                |              |                        |    |        |        |
|  | 5 mai          |              |                        |    |        |        |
|  |                |              |                        |    |        |        |
|  | Pays de Galles | 83           |                        |    |        |        |
|  | Pays de Galles | 83           |                        |    |        |        |
|  | Russie         | 7            |                        |    |        |        |
|  | Russie         | 7            |                        |    |        |        |

### Poule C
|  | Demi-finales     | Demi-finales |                        |    | Finale | Finale |
|  | Demi-finales     | Demi-finales |                        |    | Finale | Finale |
|  |                  |              |                        |    |        |        |
|  | 2 mai            | 2 mai        |                        |    | 5 mai  | 5 mai  |
|  | 2 mai            | 2 mai        |                        |    | 5 mai  | 5 mai  |
|  | Allemagne        | 6            |                        |    | 5 mai  | 5 mai  |
|  | Allemagne        | 6            |                        |    | 5 mai  | 5 mai  |
|  | Nouvelle-Zélande | 134          |                        |    | 5 mai  | 5 mai  |
|  | Nouvelle-Zélande | 134          | Nouvelle-Zélande       | 76 |        |        |
|  |                  |              | Nouvelle-Zélande       | 76 |        |        |
|  |                  | Allemagne    | 0                      |    |        |        |
|  | Italie           | Allemagne    | 0                      | 8  |        |        |
|  | Italie           |              |                        | 8  |        |        |
|  | Écosse           | 37           |                        |    |        |        |
|  | Écosse           | 37           | Match pour la 3e place |    |        |        |
|  |                  |              |                        |    |        |        |
|  | 5 mai            |              |                        |    |        |        |
|  |                  |              |                        |    |        |        |
|  | Allemagne        | 5            |                        |    |        |        |
|  | Allemagne        | 5            |                        |    |        |        |
|  | Italie           | 34           |                        |    |        |        |
|  | Italie           | 34           |                        |    |        |        |

### Poule D
|  | Demi-finales | Demi-finales |                        |    | Finale | Finale |
|  | Demi-finales | Demi-finales |                        |    | Finale | Finale |
|  |              |              |                        |    |        |        |
|  | 2 mai        | 2 mai        |                        |    | 5 mai  | 5 mai  |
|  | 2 mai        | 2 mai        |                        |    | 5 mai  | 5 mai  |
|  | France       | 23           |                        |    | 5 mai  | 5 mai  |
|  | France       | 23           |                        |    | 5 mai  | 5 mai  |
|  | Kazakhstan   | 6            |                        |    | 5 mai  | 5 mai  |
|  | Kazakhstan   | 6            | France                 | 10 |        |        |
|  | 2 mai        |              | France                 | 10 |        |        |
|  |              | Australie    | 8                      |    |        |        |
|  | Australie    | Australie    | 8                      | 21 |        |        |
|  | Australie    |              |                        | 21 |        |        |
|  | Irlande      | 0            |                        |    |        |        |
|  | Irlande      | 0            | Match pour la 3e place |    |        |        |
|  |              |              |                        |    |        |        |
|  | 5 mai        |              |                        |    |        |        |
|  |              |              |                        |    |        |        |
|  | Kazakhstan   | 12           |                        |    |        |        |
|  | Kazakhstan   | 12           |                        |    |        |        |
|  | Irlande      | 6            |                        |    |        |        |
|  | Irlande      | 6            |                        |    |        |        |

### Phase finale
|  | Quarts de finale | Quarts de finale |                  |            | Demi-finales           | Demi-finales           |    |  | Finale | Finale |
|  | Quarts de finale | Quarts de finale |                  |            | Demi-finales           | Demi-finales           |    |  | Finale | Finale |
|  |                  |                  |                  |            |                        |                        |    |  |        |        |
|  | 9 mai            | 9 mai            |                  |            | 12 mai                 | 12 mai                 |    |  | 15 mai | 15 mai |
|  | 9 mai            | 9 mai            |                  |            | 12 mai                 | 12 mai                 |    |  | 15 mai | 15 mai |
|  | Angleterre       | 30               |                  |            | 12 mai                 | 12 mai                 |    |  | 15 mai | 15 mai |
|  | Angleterre       | 30               |                  |            | 12 mai                 | 12 mai                 |    |  | 15 mai | 15 mai |
|  | Australie        | 13               |                  |            | 12 mai                 | 12 mai                 |    |  | 15 mai | 15 mai |
|  | Australie        | 13               | Angleterre       | 11         |                        |                        |    |  | 15 mai | 15 mai |
|  | 9 mai            |                  | Angleterre       | 11         |                        |                        |    |  | 15 mai | 15 mai |
|  |                  | Nouvelle-Zélande | 44               |            |                        |                        |    |  | 15 mai | 15 mai |
|  | Nouvelle-Zélande | Nouvelle-Zélande | 44               | 46         |                        |                        |    |  | 15 mai | 15 mai |
|  | Nouvelle-Zélande |                  |                  | 46         |                        |                        |    |  | 15 mai | 15 mai |
|  | Espagne          | 3                |                  |            |                        |                        |    |  | 15 mai | 15 mai |
|  | Espagne          | 3                | Nouvelle-Zélande | 44         |                        |                        |    |  |        |        |
|  | 9 mai            |                  | Nouvelle-Zélande | 44         |                        |                        |    |  |        |        |
|  |                  | États-Unis       | 12               |            |                        |                        |    |  |        |        |
|  | France           | États-Unis       | 12               | 7          |                        |                        |    |  |        |        |
|  | France           | 12 mai           |                  | 7          |                        |                        |    |  |        |        |
|  | Canada           | 9                |                  |            |                        |                        |    |  |        |        |
|  | Canada           | 9                | Canada           | 6          |                        |                        |    |  |        |        |
|  | 9 mai            | 9 mai            | Canada           | 6          | Match pour la 3e place | Match pour la 3e place |    |  |        |        |
|  | 9 mai            | 9 mai            |                  | États-Unis | Match pour la 3e place | Match pour la 3e place | 46 |  |        |        |
|  | États-Unis       | 25               | 15 mai           | 15 mai     |                        |                        | 46 |  |        |        |
|  | États-Unis       | 25               | 15 mai           | 15 mai     |                        |                        |    |  |        |        |
|  | Écosse           | 10               |                  | Angleterre | 31                     |                        |    |  |        |        |
|  | Écosse           | 10               |                  | Angleterre | 31                     |                        |    |  |        |        |
|  |                  |                  |                  |            |                        |                        |    |  | Canada | 15     |
|  |                  |                  |                  |            |                        |                        |    |  | Canada | 15     |

#### Phase finale pour la5eplace
|  | Demi-finales | Demi-finales |                        |    | Finale | Finale |
|  | Demi-finales | Demi-finales |                        |    | Finale | Finale |
|  |              |              |                        |    |        |        |
|  | 12 mai       | 12 mai       |                        |    | 15 mai | 15 mai |
|  | 12 mai       | 12 mai       |                        |    | 15 mai | 15 mai |
|  | Australie    | 17           |                        |    | 15 mai | 15 mai |
|  | Australie    | 17           |                        |    | 15 mai | 15 mai |
|  | Espagne      | 15           |                        |    | 15 mai | 15 mai |
|  | Espagne      | 15           | Australie              | 25 |        |        |
|  | 12 mai       |              | Australie              | 25 |        |        |
|  |              | Écosse       | 15                     |    |        |        |
|  | France       | Écosse       | 15                     | 7  |        |        |
|  | France       |              |                        | 7  |        |        |
|  | Écosse       | 27           |                        |    |        |        |
|  | Écosse       | 27           | Match pour la 3e place |    |        |        |
|  |              |              |                        |    |        |        |
|  | 15 mai       |              |                        |    |        |        |
|  |              |              |                        |    |        |        |
|  | Espagne      | 22           |                        |    |        |        |
|  | Espagne      | 22           |                        |    |        |        |
|  | France       | 9            |                        |    |        |        |
|  | France       | 9            |                        |    |        |        |

#### Phase finale pour la9eplace
|  | Quarts de finale | Quarts de finale |            |                | Demi-finales           | Demi-finales           |    |  | Finale         | Finale |
|  | Quarts de finale | Quarts de finale |            |                | Demi-finales           | Demi-finales           |    |  | Finale         | Finale |
|  |                  |                  |            |                |                        |                        |    |  |                |        |
|  | 9 mai            | 9 mai            |            |                | 12 mai                 | 12 mai                 |    |  | 15 mai         | 15 mai |
|  | 9 mai            | 9 mai            |            |                | 12 mai                 | 12 mai                 |    |  | 15 mai         | 15 mai |
|  | Pays-Bas         | 18               |            |                | 12 mai                 | 12 mai                 |    |  | 15 mai         | 15 mai |
|  | Pays-Bas         | 18               |            |                | 12 mai                 | 12 mai                 |    |  | 15 mai         | 15 mai |
|  | Irlande          | 21               |            |                | 12 mai                 | 12 mai                 |    |  | 15 mai         | 15 mai |
|  | Irlande          | 21               | Irlande    | 20             |                        |                        |    |  | 15 mai         | 15 mai |
|  | 9 mai            |                  | Irlande    | 20             |                        |                        |    |  | 15 mai         | 15 mai |
|  |                  | Italie           | 5          |                |                        |                        |    |  | 15 mai         | 15 mai |
|  | Italie           | Italie           | 5          | 51             |                        |                        |    |  | 15 mai         | 15 mai |
|  | Italie           |                  |            | 51             |                        |                        |    |  | 15 mai         | 15 mai |
|  | Russie           | 7                |            |                |                        |                        |    |  | 15 mai         | 15 mai |
|  | Russie           | 7                | Irlande    | 10             |                        |                        |    |  |                |        |
|  | 9 mai            |                  | Irlande    | 10             |                        |                        |    |  |                |        |
|  |                  | Kazakhstan       | 26         |                |                        |                        |    |  |                |        |
|  | Kazakhstan       | Kazakhstan       | 26         | 47             |                        |                        |    |  |                |        |
|  | Kazakhstan       | 12 mai           |            | 47             |                        |                        |    |  |                |        |
|  | Suède            | 5                |            |                |                        |                        |    |  |                |        |
|  | Suède            | 5                | Kazakhstan | 18             |                        |                        |    |  |                |        |
|  | 9 mai            | 9 mai            | Kazakhstan | 18             | Match pour la 3e place | Match pour la 3e place |    |  |                |        |
|  | 9 mai            | 9 mai            |            | Pays de Galles | Match pour la 3e place | Match pour la 3e place | 13 |  |                |        |
|  | Pays de Galles   | 55               | 15 mai     | 15 mai         |                        |                        | 13 |  |                |        |
|  | Pays de Galles   | 55               | 15 mai     | 15 mai         |                        |                        |    |  |                |        |
|  | Allemagne        | 12               |            | Italie         | 10                     |                        |    |  |                |        |
|  | Allemagne        | 12               |            | Italie         | 10                     |                        |    |  |                |        |
|  |                  |                  |            |                |                        |                        |    |  | Pays de Galles | 12     |
|  |                  |                  |            |                |                        |                        |    |  | Pays de Galles | 12     |

#### Phase finale pour la13eplace
|  | Demi-finales | Demi-finales |                        |    | Finale | Finale |
|  | Demi-finales | Demi-finales |                        |    | Finale | Finale |
|  |              |              |                        |    |        |        |
|  | 12 mai       | 12 mai       |                        |    | 15 mai | 15 mai |
|  | 12 mai       | 12 mai       |                        |    | 15 mai | 15 mai |
|  | Pays-Bas     | 61           |                        |    | 15 mai | 15 mai |
|  | Pays-Bas     | 61           |                        |    | 15 mai | 15 mai |
|  | Russie       | 0            |                        |    | 15 mai | 15 mai |
|  | Russie       | 0            | Pays-Bas               | 67 |        |        |
|  | 12 mai       |              | Pays-Bas               | 67 |        |        |
|  |              | Allemagne    | 3                      |    |        |        |
|  | Suède        | Allemagne    | 3                      | 18 |        |        |
|  | Suède        |              |                        | 18 |        |        |
|  | Allemagne    | 20           |                        |    |        |        |
|  | Allemagne    | 20           | Match pour la 3e place |    |        |        |
|  |              |              |                        |    |        |        |
|  | 15 mai       |              |                        |    |        |        |
|  |              |              |                        |    |        |        |
|  | Russie       | 3            |                        |    |        |        |
|  | Russie       | 3            |                        |    |        |        |
|  | Suède        | 23           |                        |    |        |        |
|  | Suède        | 23           |                        |    |        |        |

### Premier tour
- 1er mai 1998 : au match d'ouverture, le Canada bat les Pays-Bas, pays hôte, par le score de 16 à 7, avec deux essais et deux pénalités contre un essai et une transformation.

| 1er mai 1998 | Canada | 16 - 7 | Pays-Bas | Amsterdam |
| 1er mai 1998 |        |        |          | Amsterdam |
| 1er mai 1998 |        |        |          | Amsterdam |

- 2 mai 1998 : bonne entrée en compétition de l'Angleterre qui bat la Suède sur un score sans appel au premier tour 75 à 0 avec 13 essais (5 transformés) dont 5 essais de l'ailier Nicky Brown. Les Américaines, premières détentrices du trophée, battent très largement les Russes 84 à 0 avec 14 essais (7 transformés). Les Néo-Zélandaises dominent les Allemandes 134 à 6 avec 22 essais (12 réalisatrices différentes et 14 transformations). Victoire des Françaises contre les Kazakhes 23 à 6, avec deux essais de Laurence Gagliardini, un essai d'Annick Hayraud, une transformation de Laurence Gagliardini, deux pénalités d'Élodie Lafitte contre deux pénalités d'Alfiya Tamaeva.

### Classement
| Rang | Nation           | Matchs | Matchs    | Matchs | Matchs   | Points | Points | Points     | Classement Final |
| Rang | Nation           | Joués  | Victoires | Nuls   | Défaites | pour   | contre | différence | Classement Final |
| ---- | ---------------- | ------ | --------- | ------ | -------- | ------ | ------ | ---------- | ---------------- |
| 1    | Nouvelle-Zélande | 2      | 2         | 0      | 0        | 210    | 6      | +204       | 1                |
| 2    | Angleterre       | 2      | 2         | 0      | 0        | 147    | 6      | +141       | 3                |
| 3    | États-Unis       | 2      | 2         | 0      | 0        | 117    | 16     | +101       | 2                |
| 4    | France           | 2      | 2         | 0      | 0        | 33     | 14     | +19        | 8                |
| 5    | Australie        | 2      | 1         | 0      | 1        | 29     | 10     | +19        | 5                |
| 6    | Espagne          | 2      | 1         | 0      | 1        | 44     | 56     | -12        | 7                |
| 7    | Écosse           | 2      | 1         | 0      | 1        | 37     | 84     | -47        | 6                |
| 8    | Canada           | 2      | 1         | 0      | 1        | 22     | 79     | -57        | 4                |
| 9    | Pays de Galles   | 2      | 1         | 0      | 1        | 101    | 35     | +66        | 11               |
| 10   | Pays-Bas         | 2      | 1         | 0      | 1        | 51     | 16     | +35        | 13               |
| 11   | Italie           | 2      | 1         | 0      | 1        | 42     | 42     | 00         | 12               |
| 12   | Kazakhstan       | 2      | 1         | 0      | 1        | 18     | 29     | -11        | 9                |
| 13   | Irlande          | 2      | 0         | 0      | 2        | 6      | 33     | -27        | 10               |
| 14   | Allemagne        | 2      | 0         | 0      | 2        | 11     | 168    | -157       | 14               |
| 15   | Suède            | 2      | 0         | 0      | 2        | 0      | 139    | -139       | 15               |
| 16   | Russie           | 2      | 0         | 0      | 2        | 7      | 167    | -160       | 16               |

## Palmarès
- Première :  Nouvelle-Zélande
- Finaliste :  États-Unis
- Troisième :  Angleterre

4. Canada - 5. Australie - 
6. Écosse - 
7. Espagne - 
8. France - 
9. Kazakhstan - 
10. Irlande - 
11. Pays de Galles - 
12. Italie - 
13. Pays-Bas - 
14. Allemagne - 
15. Suède - 
16. Russie

## Statistiques
| Rang | Nom                    | Équipe           | Essais | Transf. | Pénalités | Points |
| ---- | ---------------------- | ---------------- | ------ | ------- | --------- | ------ |
| 1    | Annaleah Rush          | Nouvelle-Zélande | 5      | 21      | 2         | 73     |
| 2    | Anne-Mieke van Waveren | Pays-Bas         | 6      | 13      | 3         | 65     |
| 3    | Jos Bergmann           | États-Unis       | 3      | 8       | 8         | 55     |
| 4    | Tracey Comley          | Pays de Galles   | 4      | 15      | 1         | 53     |
| 5    | Tammi Wilson           | Nouvelle-Zélande | 7      | 8       | 0         | 51     |
| 6    | Minke Docter           | Pays-Bas         | 9      | 0       | 0         | 45     |
| 7    | Nicky Brown            | Angleterre       | 8      | 0       | 0         | 40     |
| 8    | Realtine Shrieves      | Irlande          | 0      | 2       | 1         | 38     |
| 9    | Louisa Wall            | Nouvelle-Zélande | 7      | 0       | 0         | 35     |
| 9    | Vanessa Cootes         | Nouvelle-Zélande | 7      | 0       | 0         | 35     |
| 11   | Alfiya Tamaeva         | Kazakhstan       | 1      | 11      | 2         | 33     |